# Riot (Marvel)
Riot is een fictieve superschurk uit de Spider-Man-strips van Marvel Comics. Hij is een van de zes symbioot-“kinderen” van Venom die ontstonden in de miniserie Venom: Lethal Protector. Hij fuseerde uiteindelijk met drie mede-symbioten tot Hybrid. Riot werd bedacht door David Michelinie en Ron Lim.

## Biografie
Over Riot is niet veel bekend, behalve dat hij een van de vijf symbioten is die zijn ontstaan uit de Venom-symbioot dankzij de experimenten van de Life Foundation. Deze symbioten werden gemaakt om te dienen als supersoldaten voor het bewaken van de LF-schuilkelder, die was gebouwd in verband met de dreigende nucleaire oorlog. Zijn gastlichaam was een LF-medewerker genaamd Trevor.
Riot ziet eruit als een donkergrijze en bruine versie van Venom. Hij is op Carnage na de meest agressieve en gewelddadige symbioot. Riot werd samen met de andere vijf LF-symbioten verslagen door Spider-Man en Venom, toen Venom een apparaat gebruikte om de symbioten razendsnel te laten verouderen. Desondanks overleefden ze.
Trevor had, net als zijn collega-LF-medewerkers moeite om zijn symbioot onder controle te houden. Tijdens de vierdelige miniserie "Venom: Separation Anxiety" ontvoerden de vijf symbioten Eddie Brock, om hem te dwingen hun te leren communiceren met hun symbioten. Eddie weigerde, waarna hij wist te ontsnappen.
Trevor werd uiteindelijk vermoord door Scream, waarbij de Riot symbioot zwaargewond raakte. Wat over was van de symbioot, fuseerde met de andere drie slachtoffers van Scream tot de nieuwe symbioot Hybrid.

## Krachten en vaardigheden
Riot beschikt over alle krachten die de originele Venom ook heeft, waaronder generatie, ongelimiteerde webben, vormverandering, bovenmenselijke kracht en niet detecteerbaar door Spider-Mans “Spider-Sence”. Riot kan ook zijn kostuum omvormen tot wapens. In tegenstelling tot de andere symbioten gebruikt hij echter bij voorkeur zware wapens, zoals hamers en knuppels in plaats van steekwapens.

## Trivia
- Net als bij de meeste andere LF-symbioten is Riot’s naam een fan-naam.

## Riot in andere media

### Films
- Riot is de hoofdantagonist in de film Venom. Riot wordt hierin gespeeld door Riz Ahmed.

### Games
- Riot was een van de vijanden in het SNES videospel Spider-Man & Venom: Separation Anxiety.